# Lac Lanier
Le lac Lanier (officiellement le lac Sidney Lanier) est un lac artificiel situé dans la partie nord de l'État américain de Géorgie. Il a été créé par l'achèvement du barrage de Buford sur la Chattahoochee en 1956, et est également alimenté par les eaux de la rivière Chestae. Le lac a une superficie de 150 km2 et 1 114 km de rivage au niveau normal. Nommé en l’honneur du poète américain Sidney Lanier, il a été construit et est exploité par le Corps du génie de l’armée américaine pour le contrôle des inondations et l'approvisionnement en eau.
Les États de Géorgie, d'Alabama et de Floride ont tous des droits sur l'eau du réservoir, car il alimente les rivières qui traversent ces zones. Le Corps des ingénieurs a la responsabilité de réglementer le débit pour le contrôle des inondations et l'utilisation de l’eau. De plus, il doit s’assurer que l’eau est disponible pour remplir des mandats fédéraux comme en vertu de la Loi sur les espèces en voie de disparition. Le développement rapide des banlieues dans la région d'Atlanta, en particulier, a considérablement augmenté la consommation d'eau par les propriétaires privés. Pendant les sécheresses récentes, le lac Lanier a atteint des niveaux bas records, et des mesures régionales ont été mises en œuvre pour réduire la consommation d’eau.

## Source
- (en) Cet article est partiellement ou en totalité issu de l’article de Wikipédia en anglais intitulé « Lake Lanier » (voir la liste des auteurs).